# Стилмор (Џорџија)
Стилмор (Џорџија) (енгл. Stillmore) град је у америчкој савезној држави Џорџија. По попису становништва из 2010. у њему је живело 532 становника.

## Демографија
Према попису становништва из 2010. у граду је живело 532 становника, што је 198 (27,1%) становника мање него 2000. године.
| Група             | 2000.       | 2010.       |
| Белци             | 245 (33,6%) | 196 (36,8%) |
| Афроамериканци    | 350 (47,9%) | 308 (57,9%) |
| Азијати           | 9 (1,2%)    | 2 (0,4%)    |
| Хиспаноамериканци | 130 (17,8%) | 24 (4,5%)   |
| Укупно            | 730         | 532         |